# 劉晉安
劉晉安（英語：Andrew Christopher Lau Chun On，1987年7月19日—），前香港新聞從業員，現為執業大律師。
劉晉安生於美國及在香港長大，曾於now新聞台任職港聞記者，2011年初加入無綫新聞出任明珠台記者，同年轉投翡翠台。
2012年，劉晉安開始兼任《午間新聞》和《六點半新聞報道》主播，並於2013年4月開始主持《晚間新聞》，現時亦間中兼任明珠台記者。
2015年7月起，劉晉安升學，停薪留職暫別無綫新聞部。2016年1月初恢復報道新聞。同年8月再次辭去無綫新聞工作，入讀香港中文大學之法學專業證書課程。

## 學歷
- 拔萃男書院中一至中五（1999至2004年）
- 香港李寶椿聯合世界書院預科（2006年）
- 美國西北大學電影學及經濟學學士（2009年）
- 香港大學新聞學碩士（2010年）[3]
- 香港中文大學法律博士（2016年）
- 香港中文大學法學專業證書（PCLL，2017年）

## 部份採訪經歷
- 2012年11月，劉晉安到柬埔寨金邊採訪東南亞國家協會（ASEAN）峰會[9]。
- 2013年3月，到埃及樂蜀採訪導致多名香港人身亡之熱氣球意外[10]。
- 2013年至2015年的佛誕，與同台另一位記者陳嘉欣採訪長洲太平清醮，並為搶包山作現場旁述（2015年搶包山受惡劣天氣取消而除外）[2][11][12]。
- 2013年8月，在柴灣杏花邨海旁採訪強颱風尤特襲港[13][14]。